# Výrava (district de Medzilaborce)
Výrava (en allemand : Wirwa ; en hongrois : Virava) est un village du district de Medzilaborce, dans la région de Prešov, en Slovaquie.

## Histoire
La première mention écrite du village date de 1557.

## Démographie

### Évolution de la population
| Année:               | 1994. | 2004.   | 2014.    | 2024.   |
| -------------------- | ----- | ------- | -------- | ------- |
| Nombre de personnes: | 157   | 156     | 188      | 186     |
| Différence:          |       | -0,63 % | +20,51 % | -1,06 % |

| Année:               | 2023. | 2024.   |
| -------------------- | ----- | ------- |
| Nombre de personnes: | 185   | 186     |
| Différence:          |       | +0,54 % |